# Robin Greenfield
Robin Greenfield (født 28. august 1986) er en amerikansk eventyrer, miljøaktivist, og entreprenør. Han har "gjort det til sit livsformål at inspirere til en sund Jord, ofte med metoder, der skaber stor opmærksomhed".
Greenfield er også skribent og foredragsholder, rejsende og ambassadør for One Percent for the Planet.
Hans projekter har blandt andet involveret at rejse tværs over USA på en cykel uden at bruge elektricitet overhovedet, kun at bruge naturlige vandressourcer til at bade igennem et helt år, at bo i New York City i en måned, hvor han bar alt det skrald han producerede samt at leve et helt år uden at købe mad, men i stedet at dyrke det selv.